# Heikki Hasu
Heikki Hasu (Sippola, Finlandia; 21 de marzo de 1926 – 5 de abril de 2025) fue un esquiador y político finlandés especialista en esquí nórdico y esquí de fondo.

## Carrera

### Esquí
A nivel de Juegos Olímpicos participó en dos ocasiones, la primera de ellas fue en Sankt Moritz 1948 donde ganó la medalla de oro en la combinada nórdica donde completó el podio con Martti Huhtala de Finlandia con la medalla de plata y Sven Israelsson de Suecia con la medalla de bronce.
Cuatro años después ganó la medalla de plata en la combinada nórdica donde solo fue superado por Simon Slåttvik de Noruega, aunque también participó en el evento de relevo 4x10 kilómetros en el que ganó la medalla de oro junto a Paavo Lonkila, Urpo Korhonen y Tapio Mäkelä.
A nivel de copa del mundo participó en la edición de 1950 en Lake Placid donde ganó la medalla de oro en la combinada nórdica superando a Ottar Gjermundshaug y Simon Slåttvik, ambos de Noruega; y también ganó la medalla de plata en el relevo 4x10 kilómetros junto a Viljo Vellonen, Paavo Lonkila y August Kiuru donde solo fueron superados por Suecia.

### Política
Luego de retirarse del esquí, Hasu pasó a ser granjero y luego se convirtió en miembro del Parlamento de Finlandia en los periodos de 1962–66 y 1967–70 como parte del Partido del Centro. Levantaron una estatua en su honor en Anjalankoski.

## Distinciones
- Deportista del Año de Finlandia en 1948 y 1950.[2]